# José María Mercado
José María Mercado Luna (Teul, Nueva Galicia, 13 de julio de 1781 - San Blas, Nayarit, 31 de enero de 1811) fue un sacerdote, párroco de Ahualulco de mercado y militar de México. Tomó parte en la guerra de Independencia de México, levantándose en armas y proclamando en Jalisco la independencia. 
Continuó su lucha persiguiendo a los realistas que se habían replegado, tomó la localidad de  Tepic y el puerto de San Blas el 28 de noviembre de 1810. José de Lavayén, oficial de la plaza comisionó al alférez Agustín Bocalán para negociar la capitulación española ante las fuerzas comandadas por Mercado, quien al día siguiente entró a la localidad. Capturó cuarenta y dos cañones, los cuales remitió a Miguel Hidalgo. Después de la derrota de los insurgentes en la Batalla de Puente de Calderón, el general realista Cruz avanzó hacia Tepic y San Blas, paralelamente se inició una contrarrevolución liderada por el cura Nicolás Santos Verdín. Mercado se fortificó en la barranca de Maninalco pero fue derrotado el 31 de enero de 1811, su cuerpo fue encontrado al día siguiente en el fondo de un acantilado.